# Comuna Illinka, Krasnoperekopsk
Illinka (în ucraineană Іллінка) este o comună în raionul Krasnoperekopsk, Republica Autonomă Crimeea, Ucraina, formată din satele Illinka (reședința), Kurhanne, Traktove și Voronțivka.

## Demografie
Componența lingvistică a comunei Illinka
     Rusă (64,14%)
     Ucraineană (28,88%)
     Tătară crimeeană (5,85%)
     Alte limbi (0,32%)
Conform recensământului din 2001, majoritatea populației comunei Illinka era vorbitoare de rusă (64,14%), existând în minoritate și vorbitori de ucraineană (28,88%) și tătară crimeeană (5,85%).